# Sprînea, Sambir
Sprînea (în ucraineană Сприня) este un sat în comuna Monastîreț din raionul Sambir, regiunea Liov, Ucraina.

## Demografie
Componența lingvistică a localității Sprînea
     Ucraineană (100%)
Conform recensământului din 2001, toată populația localității Sprînea era vorbitoare de ucraineană (100%).